# TV3 (Letonia)
TV3 (en letón: TV3 Latvija) es un canal de televisión privado letón perteneciente a All Media Latvia.

## Historia
El canal inició emisiones el 19 de septiembre de 1998, cinco años después del lanzamiento de la versión lituana y dos años después del inicio de emisiones de la versión estonia. TV3 empezó a emitir reemplazando a 31. Kanāls (Canal 31), pero no fue hasta el 8 de febrero de 2001 cuando recibió una licencia para emitir a nivel nacional. Desde entonces su popularidad ha crecido hasta convertirse en uno de los canales de televisión con más audiencia en Letonia. En septiembre de 2007 TV3 consiguió ser el canal más visto del país, superando a LNT, quien era por aquel entonces su competencia.
TV3 emitía en televisión digital terrestre hasta 2013, cuando se decidió que a partir de 2014 el canal iba a ser de pago. En un primer momento TV3 iba a abandonar la TDT en 2012, pero el regulador de medios lo prohibió. 
TV3 emite en HD desde el 26 de julio de 2018, al igual que el resto de canales pertenecientes a All Media Baltics.
El 1 de diciembre de 2019 TV3 estrenó su actual imagen corporativa.

## Programación
La programación de TV3 incluye programas, series, películas extranjeros doblados al letón, diversas emisiones de contenido local y programas informativos:
- TV3 Ziņas: telediario.
- Degpunktā
- Nekā personīga.
- 900 sekundes.
- Viss pa jaunam!
- Radiņi
- UgunsGrēks
- Saimnieks meklē sievu
- X Faktors: versión letona de Factor X.
- Precētie pret brīvajiem
- Es mīlu tevi, Latvija!

## Canales hermanos
TV3 pertenece a All Media Latvia, quien también posee los siguientes canales:
| Logo | Canal          | Información                                                                                         |
| ---- | -------------- | --------------------------------------------------------------------------------------------------- |
|      | TV3 Life       | Canal dirigido al público femenino. Inició emisiones el 1 de marzo de 2020 reemplazando a LNT.      |
|      | TV3 Mini       | Canal dirigido al público infantil. Inició emisiones el 1 de marzo de 2020 reemplazando a Kanāls 2. |
|      | TV6            | Inició emisiones el 22 de abril de 2007. Emite series, música y deportes.                           |
|      | Go3 Sport 1    | Canal deportivo. Inició emisiones el 7 de enero de 2009.                                            |
|      | Go3 Sport 2    | Canal deportivo. Inició emisiones en octubre de 2018.                                               |
|      | Go3 Sport 3    | Canal deportivo. Inició emisiones en agosto de 2023.                                                |
|      | Go3 Sport Open | Canal deportivo. Inició emisiones en enero de 2021.                                                 |
|      | Go3 Films      | Canal dedicado al cine. Inició emisiones el 1 de diciembre de 2019.                                 |
|      | 3 Plus         | Canal con programación en ruso. Inició emisiones el 1 de noviembre de 2003.                         |

## Imagen corporativa

2002 - 2009
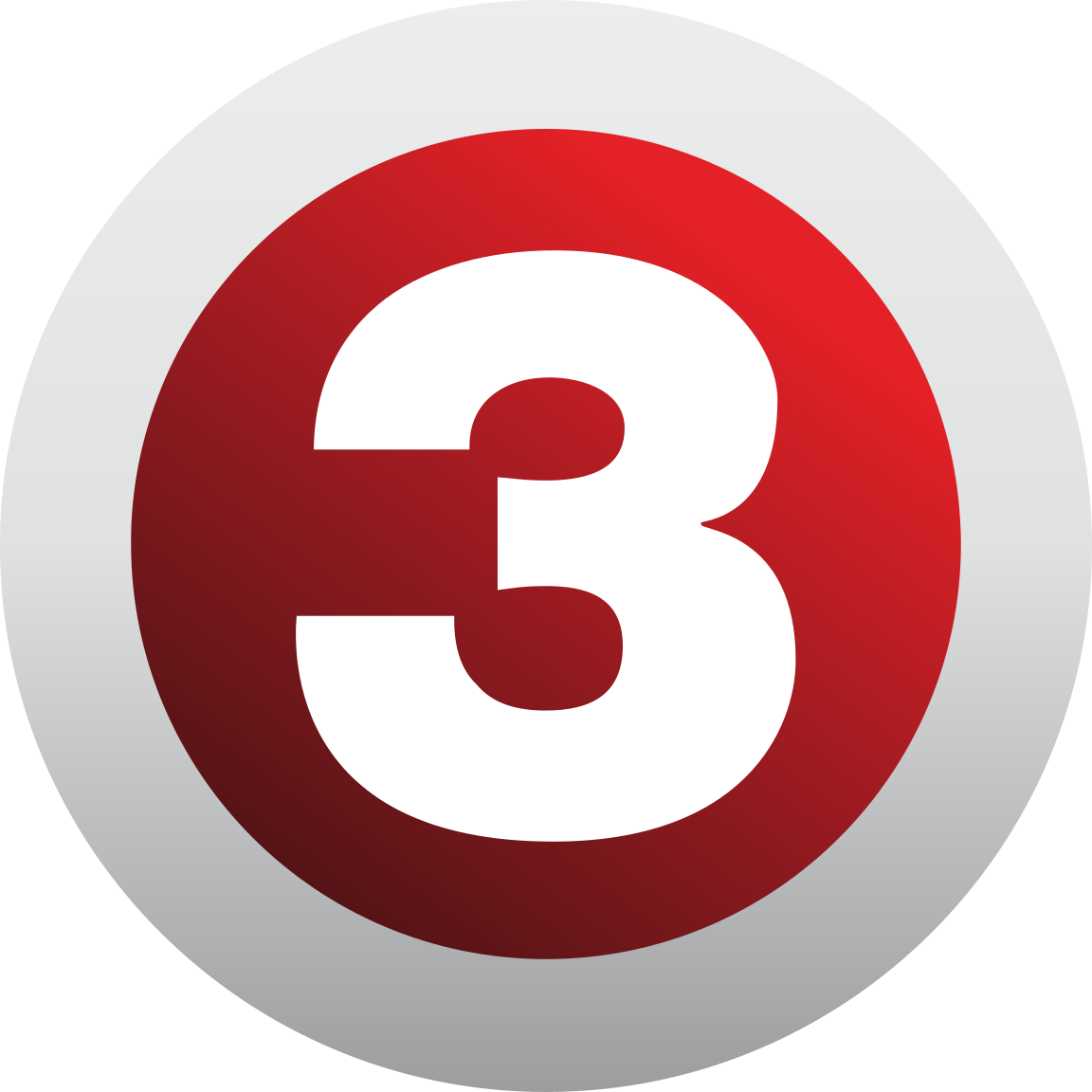
2013 - 2018
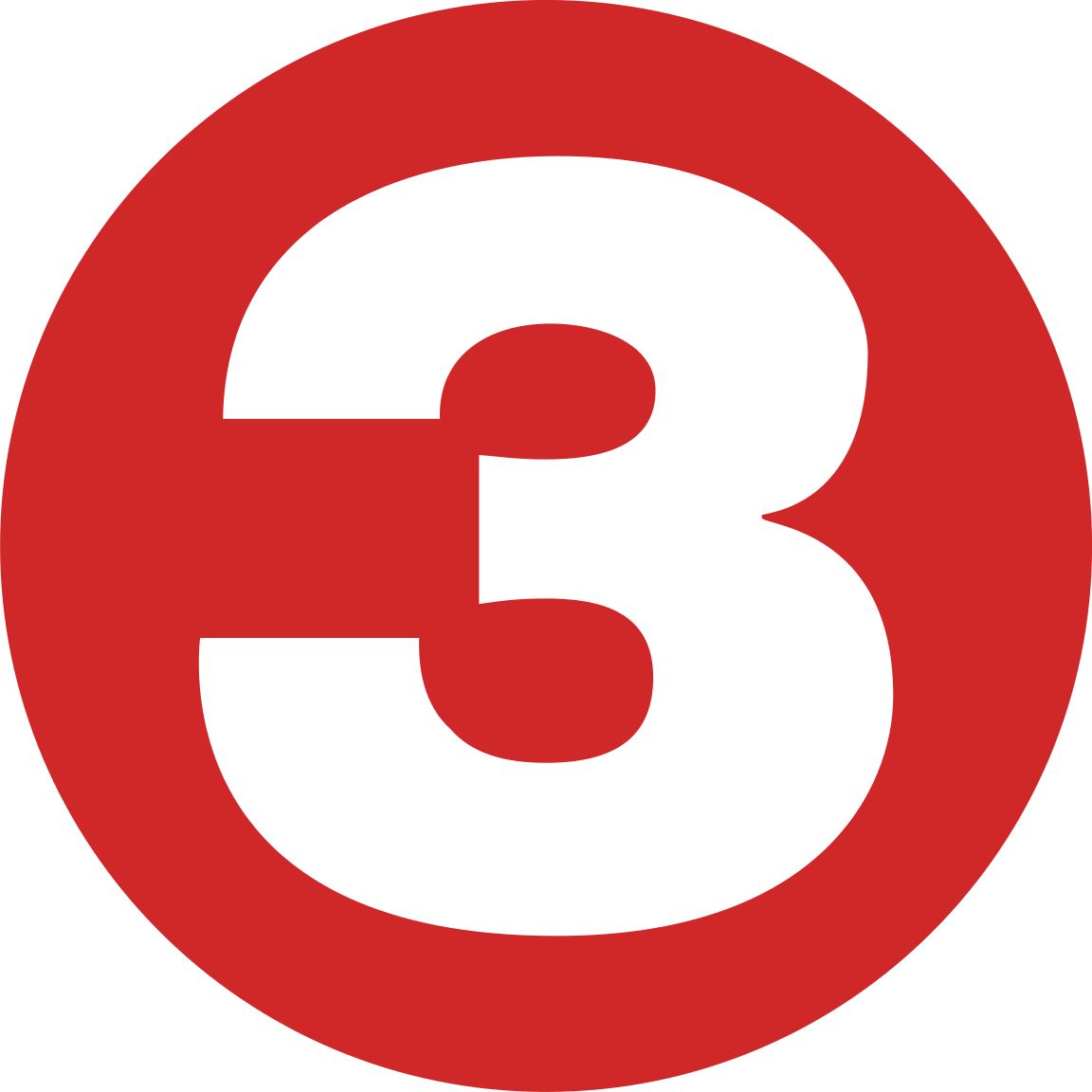
2018 - 2019
Desde 2019